# Juan XI de Constantinopla
Juan Beco o Juan XI de Constantinopla, en griego Βέκκος, Βέκος, o Βέκων, latinizado como Joannes Veccus o Joannes Beccus (Nicea, actual İzniq, 1225 - marzo de 1297) fue un eclesiástico de la iglesia ortodoxa griega o bizantina de finales del siglo XIII, que fue patriarca de Constantinopla entre el 2 de junio de 1275 y el 26 de diciembre de 1282; fue el principal defensor de la unión entre la Iglesia Católica y la Iglesia Ortodoxa durante el Imperio Bizantino y asistió con ese fin al II Concilio ecuménico de Lyon.

## Biografía
Juan nació en Nicea entre los deportados de Constantinopla a causa de la ocupación latina de la ciudad por los cruzados, y murió encarcelado en la fortaleza de San Gregorio, cerca de la entrada del golfo de Nicomedia. Nuestro conocimiento sobre la vida de Beco se deriva de sus propios escritos y los de otros autores bizantinos, como Jorge Paquimeres y Nicéforo Grégoras, así como de los escritos que contra él escribieron Gregorio II de Chipre entre otros, así como de los defensores de su posición unionista: Constantino Meliteniota y Jorge Metoquita.
Era cartofilacto en la gran iglesia de Constantinopla y fue elevado al patriarcado de esta ciudad por Miguel VIII Paleólogo en 1275 a causa de su favorable disposición en favor de la iglesia latina. Inicialmente se oponía, pero cambió de opinión al leer los escritos de Nicéforo Blemmidas. Fue patriarca hasta la muerte del emperador Miguel en 1282, pero luego no pudo sostener su puesto porque el partido nacionalista ortodoxo recuperó el poder, así que tuvo que renunciar (1282 o 1283). Después fue perseguido y padeció exilio y prisión, y estando en la cárcel murió en 1298. Su perseguidor más virulento fue Jorge de Chipre, nombrado patriarca con el nombre de Gregorio II de Constantinopla.
Su historia está estrechamente ligada al intento de unión ecuménica entre las iglesias de Cristo, la Católica latina y la Ortodoxa griega. Para ello se convocó Segundo Concilio de Lyon (1274), patrocinado con esta idea por el papa Gregorio X en Occidente y por el emperador bizantino Miguel VIII Paleólogo en el Oriente. Miguel tenía una motivación más política que religiosa, e inicialmente Beco se opuso a ella. Pero después de que Miguel VIII lo arrestara en la Torre de Anemas por pronunciarse contra de ella, Beco cambió de opinión (1273). Aunque ya se ha dicho que la lectura de Nicéforo Blemmidas fue determinante, también lo fue la de algunos teólogos griegos como Basilio el Grande, Cirilo de Alejandría y Epifanio de Salamina. Y se convenció de que diferencias teológicas entre las iglesias griegas y latinas habían sido exageradas para mal común.
Después de que el patriarca José I Galesiota abdicara a principios de 1275 por su oposición al II Concilio de Lyon, Beco fue elegido para reemplazarlo. Pero su relación con el emperador fue a veces tormentosa, porque Miguel VIII dependía de Beco para mantener la paz de su imperio con Occidente y, celoso, lo humillaba con pequeñas miserias de protocolo hasta que, en marzo de 1279, Beco renunció disgustado a su cargo y tuvo que ser "convencido" de nuevo para volver a él de nuevo el 6 de agosto de 1279. El final del reinado de Miguel VIII fue de hecho por entero una defensa del Imperio contra la amenaza planteada por el rey occidental Carlos de Anjou, por lo cual persiguió sin tregua a sus opositores. Sin embargo, no hay pruebas convincentes de que Juan Beco participara en forma activa o incluso apoyara estos actos de persecución violenta.
Aunque al comienzo de su patriarcado Beco prometió no responder a los libelos que circulaban contra la unión eclesiástica, al final del reinado de Miguel cambió de opinión, convocó numerosos sínodos y publicó muchos textos doctrinales defendiendo la unidad por motivos teológicos y argumentando la compatibilidad de la doctrina latina con la tradición patrística griega a pesar de la espinosa y controvertida disputa teológica sobre la cláusula filioque. Pero consiguió lo contrario de lo que pretendía e indispuso aún más al bajo clero contra él, haciendo además que esta actividad editorial sirviera como prueba de cargo explícita contra él en el proceso que se levantó más adelante.
La unión religiosa nunca fue popular en Constantinopla, y tras la muerte del emperador el 11 de diciembre de 1282, su hijo y sucesor, Andrónico II Paleólogo, la repudió. Al día siguiente tras la Navidad de 1282, Juan Beco se retiró a un monasterio y el antiguo patriarca antiunionista José I Galesiota fue llevado a Constantinopla incluso en camilla, porque estaba muy enfermo, para asumir de nuevo el patriarcado. Por miedo a ser linchado por las turbas, Beco fue inducido a firmar una renuncia formal a sus posturas teológicas unionistas y a su sacerdocio en enero de 1283, una renuncia que luego declaró ilegítima por haber sido obtenida bajo presión, pero que también será usada contra él más tarde. Luego pasó unos años en arresto domiciliario en un gran monasterio en Prusa (Asia Menor). A partir de ahí, comenzó a escribir para intentar recuperar el patriarcado exigiendo convocar un concilio, el cual tuvo lugar en el palacio imperial de Blanquerna, un barrio de Constantinopla, reuniéndose varias sesiones entre febrero y agosto de 1285. Aunque este Concilio de Blanquerna reafirmó la anterior condena de Beco, el depuesto patriarca consiguió por lo menos con sus publicaciones difamar no solo la declaración dogmática contra él del patriarca Gregorio II de Chipre publicada en 1285, sino que este renunciara al patriarcado en 1289. Beco vio en esto la rehabilitación de su punto de vista, pero incluso así pasó los años restantes de su vida en prisión en la fortaleza de San Gregorio, revisando sus obras y manteniendo relaciones amistosas con el emperador y los miembros prominentes del clero bizantino, pero sin renunciar nunca a sus puntos de vista unionistas.